# Ophiuche tepicalis
Ophiuche tepicalis är en fjärilsart som beskrevs av William Schaus 1904. Ophiuche tepicalis ingår i släktet Ophiuche och familjen nattflyn. Inga underarter finns listade i Catalogue of Life.